# Wolfgang Benndorf
Wolfgang Benndorf (* 21. Mai 1901 in Wien; † 27. April 1959 in Graz) war Direktor der Universitätsbibliothek Graz.
Wolfgang Benndorf ist der Sohn des Physikers Hans Benndorf (1870–1953). Er studierte Philosophie und Geschichte in Graz, München und Bonn und promovierte 1924 in Graz. Von 1926 bis 1934 war er an der Studienbibliothek in Klagenfurt beschäftigt und danach bis 1938 an der Universitätsbibliothek Graz. Als bekannter Gegner des Nationalsozialismus wurde er nach dem Anschluss auf Betreiben des NS-Studentenbundes entlassen. Überdies wurde ihm jede öffentliche schriftliche Äußerung verboten. 1945 kehrte er als Direktor an die Universitätsbibliothek Graz zurück und behielt diese Funktion bis zu seiner Pensionierung 1953.
Benndorf veröffentlichte Gedichte und Übersetzungen unter dem Pseudonym Peter Welf.